# 犀川一夫
犀川 一夫（さいかわ かずお、1918年6月7日 - 2007年7月30日）はハンセン病治療に貢献した日本の医師。プロミンを日本で最初に使用した医師の一人。ハンセン病が治る時代になり、通院治療を主張し、恩師光田健輔に反抗し、台湾で活躍した。後、沖縄愛楽園園長、沖縄県ハンセン病予防協会理事長、らい予防法裁判でも活躍した。

## 生涯
1918年 東京に生まれる。1944年 東京慈恵会医科大学卒。1944年-1960年 愛生園で勤務。戦時中は軍医として、中国で働く。愛生園では、らいの病理学、プロミンの治験に従事。次の論文に患者の写真が掲載されている。1952年　東京慈恵会医科大学　医学博士　論文の題は　「癩の種々相に於ける末梢神経の病理組織斈的研究」。 　1960年 台湾痲風救済協会医務部長。1964年 WHO西太平洋地区「らい専門官」任用。1971年 琉球政府立沖縄愛楽園園長。　1972年-1987年 国立療養所沖縄愛楽園長。復帰に伴って患者の強制隔離を定めたらい予防法が適用されるのに反対し、沖縄だけは在宅治療を続けることを国に認めさせた。1978年 沖縄で第19回日本らい学会を主催。「沖縄におけるらいの免疫学的研究」で桜根賞を受賞。1987年 同退官。2001年 患者側が全面勝訴したハンセン病国賠訴訟で、元患者側の証人として出廷し、国の隔離政策を批判する証言をした。2007年没。
1999年にキリスト教功労者を受賞した。

## 1953年ラクノー会議
1953年11月、インドのラクノーLucknowでハンセン病の会議が開かれ、犀川はただ一人日本人のオブザーバーとして参加した。救らい事業を治る時代にふさわしくするためのものである。光田は犀川にらい病理図譜を30部託しミュワー、コクラン、ダーメンドラなどの有名な学者に、質問することを要求した。その答は新しい化学療法でらいが根治するだろう、しなくても新しい療法がでるだろうという返事であった。光田は日本では結節型が多く社会の偏見に耐えられないだろうということであった。

## 隔離主義に関して
- 犀川一夫は隔離主義に関して次の発言をしている。[4]

## 著書・編書
- 『沖縄のらいに関する論文集』1979年、沖縄らい予防協会 那覇市
- 『打たれた傷』1982年 沖縄県ハンセン病予防協会 那覇市
- 『門は開かれて』1989年 みすず書房
- 『聖書のらい』1994年 新教出版社
- 『ハンセン病医療ひとすじ』1996年　岩波書店 東京都
- 『中国の古文書に見られるハンセン病』1998年 沖縄県ハンセン病予防協会 那覇市
  - 中国の広東省、福建省および台湾においては、ハンセン病に罹患した女性が男性と性行為を行い、伝染させると自分のハンセン病は治ると信じられていた。また、逆も信じられていた。この迷信に基づく悲話、艶話は多い。福建省の風習に患者が死亡すると別に墓を作り、しかも、亀甲墓の入り口を閉じ、「開かん墓」とする風習がある。
- 『ハンセン病政策の変遷』 1999年 沖縄県ハンセン病予防協会　那覇市（288頁）

## 論文
- 沖縄におけるらいの疫学的変化（第1報）新患発生状況 レプラ43,53-62,1974.
- 沖縄におけるらいの疫学的研究（第2報）地域別疫学的状況 レプラ 44,150-162,1975.
- 沖縄におけるらいの疫学的研究（第3報）離島の疫学的研究 レプラ 46,1-7,1977.
- 沖縄におけるらいの疫学的研究（第4報）都市のらい レプラ、46, 8-13,1977.
- 沖縄におけるらいの外来治療の諸問題 レプラ,44,Vol.4. 1975.

他多数の論文がある。

## 批判
- 藤野豊は、犀川の光田に対する評価が理解できないとある。[5]
  - 「ハンセン病医療ひとすじ」師光田健輔を弁護すると批判している。”光田先生のもとで医療にたずさわっていた者にとって先生は個人的に冷酷どころか実に温情豊かな方と映じている。光田先生は、まれにみる器の大きな、視野の一人よい意味での政治家で、公式の場ではご自分の発言が日本のらい対策に影響することを常に意識しておられ、しばしば私どもには理解のできない面を蔵しておられた方であった、と述べている。
  - しかし、犀川も三園長の参議院厚生委員会における証言は残念としている。
- 徳永進はあるテレビ番組で、犀川一夫が当時の事情として、断種願いの患者に断種したことを述べているを記載している。[6]

## 文献
1. ↑  ハンセン病の医療を歩んで(1996.4) 犀川一夫 沖縄県立那覇病院雑誌 第6号 54-59。
2. ↑  博士論文書誌データベース
3. ↑  日本キリスト教文化協会 顕彰者一覧※2022年10月23日閲覧
4. ↑  門は開かれて(1988),犀川一夫　みすず書房
5. ↑  「「いのち」の近代史」（2001年、かもがわ出版） p625
6. ↑  ハンセン病、排除・差別・隔離の歴史(2001)沖浦和光、徳永進、岩波書店